# Castillo Sohail
Castillo Sohail is een Arabisch kasteel in Fuengirola in de provincie Málaga in Zuid-Spanje.
De burcht werd in de tiende eeuw gebouwd door de Moor 'Abd al-Rahmān III. Het kasteel is gelegen op een heuvel 38 meter boven zeeniveau aan de monding van de rivier de Fuengirola en is door de strategische ligging in de loop der eeuwen ook door onder meer de Feniciërs en de Romeinen gebruikt. Het diende ter verdediging van de zeekust en de riviermonding, omdat schepen hier toen tot 4 kilometer landinwaarts konden varen. Het kasteel werd in 1485 door de christelijke legers veroverd en werd in 1730 door José Carrillo de Albornoz, Graaf van Montemar, voor het laatst verbouwd.

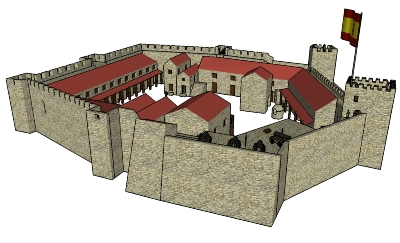
Reconstructie van Castillo Sohail zoals het was in 1785